# Шараф (район Рудаки)
Шараф (тадж. Шараф; до 2008 года — Ильич) — село в районе Рудаки Республики Таджикистан. Входит в состав джамоата (сельской общины) Зайнабобод района Рудаки.
Находится на расстоянии 5 км от райцентра (пгт. Сомониён) и 5 км от центра общины (село Комсомол).
Население — 5846 чел. (2017).